# Вальхум
Вальхум (нім. Walchum) — громада в Німеччині, розташована в землі Нижня Саксонія. Входить до складу району Емсланд. Складова частина об'єднання громад Дерпен.
Площа — 26,49 км2. Населення становить 1650 ос. (станом на 31 грудня 2021).